# Guan Yu
Guān Yǔ, (關羽T, 关羽S, Guān Yǔ P, Kuan YuW) nome di cortesia Yúncháng  (云長T, 云长S, yúnchángP, yun changW) (162 – 219), è stato un generale e guerriero cinese, vissuto nella Cina antica.
Fu considerato un eroe e le sue imprese sono state rese famose dal Romanzo dei Tre Regni.
In seguito è stato divinizzato con i nomi di Imperatore Guān (關帝T, 关帝S,  Guāndì P, Kuan TiW), abbreviazione del titolo taoista Santo Imperatore Guān (關聖帝君T, 关圣帝君S, guānshèngdìjūnP, Kuan sheng ti chunW), ed anche  Signore Guān (關公T, 关公S, Guāngōng P, Kuan KungW).

## Fonti storiche sulla vita di Guān Yǔ
Il più autorevole resoconto sulla vita di Guān Yǔ sono le  Cronache dei Tre Regni  (三國志T, 三国志S, sānguózhìP, san kuo chiW).
Secondo il romanzo dei tre regni, Guan Yu nacque da una famiglia di pastori, si dice che con la gioventù venne riconosciuto come ladro.
All’inizio della ribellione dei turbanti gialli, Guan Yu, assieme a due eroi conosciuti nello stesso momento: Liu Bei e Zhang Fei, giurò eterna fratellanza al giardino dei peschi.
Dopo la caduta dei turbanti gialli, Guan Yu e i suoi fratelli si unirono alla coalizione contro il tiranno Dong Zhuo, in una battaglia, Uno dei generali di Dong Zhuo: Hua Xiong, si scontrò con Yunchang, ma cadde dopo tre assalti.
In un'altra battaglia nei pressi del passo di Hulao, Guan Yu e gli altri due si scontrarono contro Lü Bu, il guerriero più valoroso del generale Dong, ma a causa dello spostamento della corte imperiale da Luoyang a Chang’an, Lü Bu dovette ritirarsi.

## Aspetto fisico

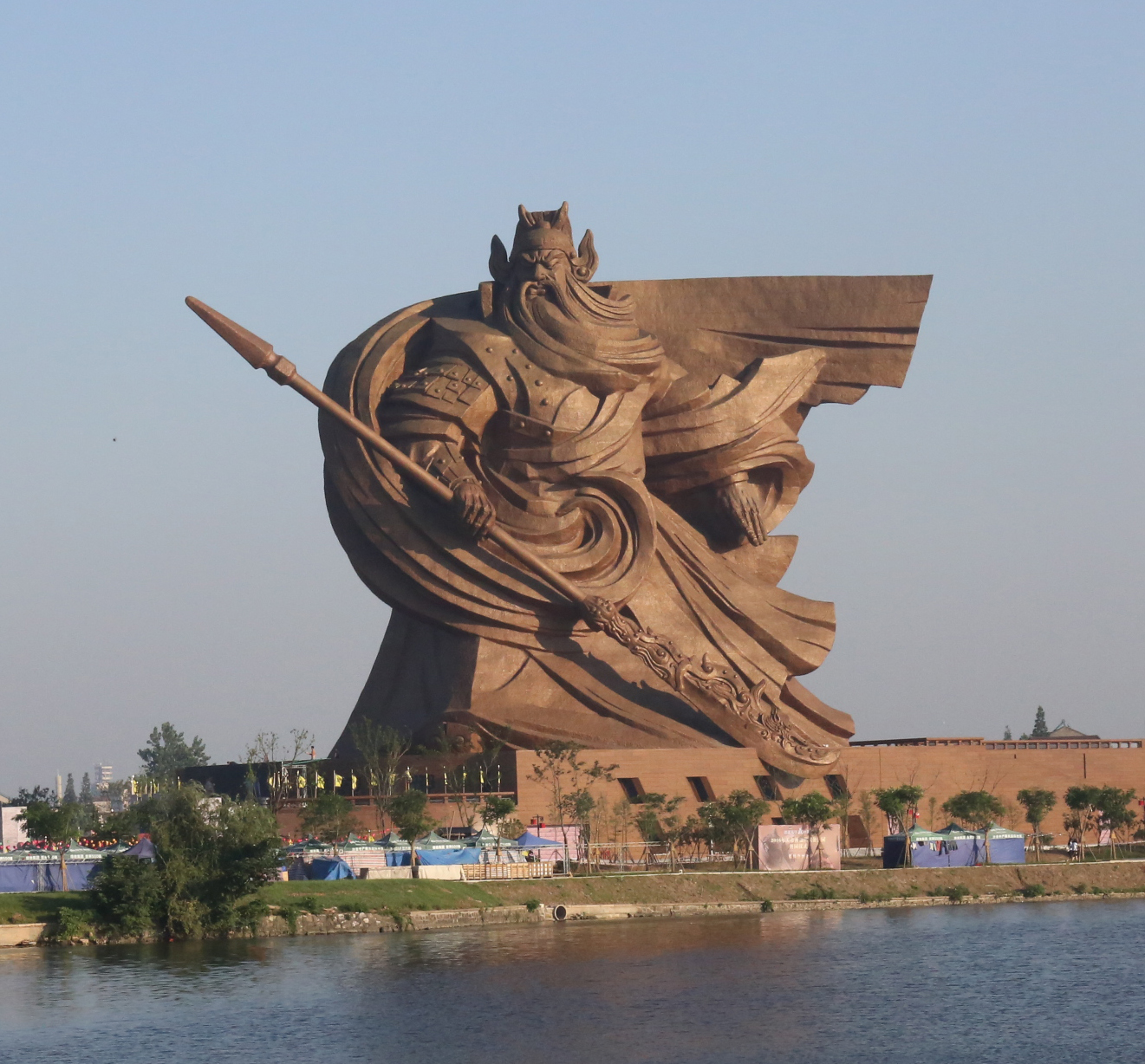
Statua che raffigura Guan Yu a Jingzhou

Nelle fonti storiche non esistono descrizioni dell'aspetto di Guān Yǔ, se non la sua barba che è descritta nelle Cronache dei Tre Regni.
Tradizionalmente è dipinto con il volto rosso ed una lunga barba. La faccia rossa deriva dalla sua descrizione nel primo capitolo del Romanzo dei Tre Regni, infatti il romanzo ne racconta l'incontro con Liu Bei e dice che Guān Yǔ aveva una barba di 46 centimetri e il viso del colore del frutto del giuggiolo nero, occhi come quelli di Fenice e sopracciglia cispose; con un'aria dignitosa ed apparenza maestosa.
È spesso rappresentato con un vestito verde sotto l'armatura, mentre impugna una "Lama crescente del Drago Verde", Qing Long Yan Yue Dao - 青龍偃月刀, che in suo onore fu chiamata Guan dao del peso di 18,25 kg.

## Gli inizi
Le Cronache dei Tre Regni riferiscono che Guān Yǔ è nato a  Xie  (解T, 解S, XièP, HsieW), nella  Prefettura di Hedong  (河東郡T, 河东郡S, hédōngjùnP, He Tong ChunW), che attualmente è la città di Yuncheng nella provincia di Shanxi, inoltre asseriscono che egli era particolarmente versato nella lettura del  Zuo Zhuan  (左氏傳T, 左氏传S, zuǒshìzhuàn P, Tsuo Shi ChuanW).
Più avanti negli anni fu costretto ad andarsene dalla propria città dopo aver commesso un grave crimine e si trasferì nella  Prefettura di Zhuo  (涿郡T, 涿郡S, zhuōjùnP, Chuo chunW), attuale città di Zhuozhou nella provincia di Hebei.
Quando, nel 180 d.C., scoppia la Rivolta dei Turbanti Gialli, Guān Yǔ e Zhang Fei si unirono alla milizia volontaria creata da Liu Bei e tutti assieme aiutarono  Zou Jing  (鄒靖T, 邹靖S, Zōu JìngP, Chou ChingW) a sopprimere la rivolta. Liu Bei fu premiato con la nomina a governatore di Pingyuan (平原), mentre Guān Yǔ e Zhang Fei furono messi sotto il suo comando come condottieri di distaccamenti di soldati.
Era bravo sia nel combattere (sconfisse in duello una trentina di ufficiali nemici) sia nel guidare eserciti, fu una delle figure chiave del regno di Shu (蜀, Shǔ), nato verso il 220. Dopo mille battaglie, venne infine catturato in una trappola tesa da Lu Meng, uno dei comandanti del regno di Wú (吴, 222-280) e, rifiutando la resa, venne giustiziato. Si dice che prima di morire disse "Se non posso uccidere Lu Meng da vivo, lo farò da morto!" La leggenda racconta che così accadde: il suo fantasma inseguì Lu Meng, portandolo alla morte.
Tra le sue vittime ricordiamo il potentissimo generale di Dong Zhou Hua Xiong, i generali di Yuan Shao, Yan Liang e Wen Chou e molti ufficiali Wei, tra cui Qin Qi, Bian Xin e Kong Xiu. Sconfisse in duello inoltre Yu Jin. Insieme a Zhang Fei e Liu Bei sconfisse Lu Bu a Hu Lao, salvando Gongsun Zan. Insieme a Zhang Liao e Lu Bu, Guan Yu è uno dei più grandi guerrieri di tutto il periodo dei tre regni.
Nella mitologia cinese è considerato dio della guerra e delle arti marziali mistiche, anche se tuttavia si tratta di una divinità amante della pace e poco propensa a spargere sangue dei deboli.

## Nella cultura di massa
Appare come personaggio giocabile nella serie di videogiochi Dynasty Warriors, e appartiene al pantheon cinese nel videogioco Smite.